# Faramontanos de la Sierra
Faramontanos de la Sierra es una localidad española del municipio de Espadañedo (Zamora), en la comunidad autónoma de Castilla y León.

## Topónimo
Faramontanos deriva del vocablo «foramontano» y este, a su vez, tiene dos interpretaciones etimológicas respecto a su origen. Para unos deriva de las palabras latinas «foras monte», cuya traducción sería «fuera de la montaña». Para otros deriva de las palabras latino-germánicas «foras-munt» con significado de «custodio de la tierra de afuera».
La llamada «Terra de Foris» —en la documentación medieval— hace referencia al territorio repoblado por habitantes de "Las Asturias " (cántabros y astures) al sur de la cordillera Cantábrica y al este de Galicia, especialmente la cuenca oriental del Sil, y los habitantes del oeste de la meseta norte donde se repobló la Legio Civitas que posteriormente daría nombre al Reino de León en su expansión al sur del Duero (Zamora y Salamanca), donde ya la denominación de Foramontano viene siendo sustituida por la de leonés. 
El término «foramontano» fue difundido por el periodista español Víctor de la Serna y Espina, hijo de la afamada Concha Espina, en su obra «Nuevo Viaje de España. La Ruta de los Foramontanos», por el que recibió el Premio Nacional de Literatura.
Según los anales castellanos, el movimiento foramontano se originó en Malacoria en el año 814 e irá conformando el territorio que posteriormente se conocerá como Castilla. Este movimiento repoblador experimentó un impulso con el conde Rodrigo de Castilla quien ocupa las fortalezas de Amaya, Mave (Monte Cildá) y Saldaña durante la época de la ocupación musulmana de la península ibérica.
Sólo en la provincia de Orense existen cuatro pueblos con el topónimo de «Faramontaos», en las comarcas de Carballeda de Avia, Ginzo de Limia, La Merca, y Nogueira de Ramuín. En la comarca de Tierra de Tábara de la provincia de Zamora, existe Faramontanos de Tábara y en la provincia de Salamanca existe Cabeza de Framontanos, perteneciente al municipio de Villarino, casi fronterizo con la provincia de Zamora.

## Historia
Durante la Edad Media, quedó integrado en el Reino de León, cuyos monarcas habrían acometido la repoblación de la localidad con gente de la denominada Terra de Foris, dentro del proceso repoblador llevado a cabo en el oeste zamorano.
Posteriormente, en la Edad Moderna, se integró en la provincia de las Tierras del Conde de Benavente y dentro de esta en la receptoría de Sanabria. No obstante, al reestructurarse las provincias y crearse las actuales en 1833, Faramontanos pasó a formar parte de la provincia de Zamora, dentro de la Región Leonesa, quedando integrado en 1834 en el partido judicial de Puebla de Sanabria. Por otro lado, en torno a 1850 se integró en el municipio de Espadañedo.

## Patrimonio
Sobre todo el casco urbano de esta pequeña población destaca su iglesia parroquial, situada en el centro del pueblo.